# Гљиве у сливу Требишњице
Гљиве у сливу Требишњице су пре свега ектомикоризне врсте гљива, које су на овом типу станишта доминанте у оквиру својих еколошких ниша. Оне у њима остварују симбиотске заједнице са неким од партнера који преферирају хигрофилна станишта, али и друге различите врсте сапротрофа које регулишу кружење материје у природи и врше претварање органске материје у неорганску. 

## Природне карактеристике слива
Требишњица је херцеговачка река понорница дуга 96,5 km која извире близу Билеће испод стрмог одсека планине Влајиња (492 метара) на надморској висини од 398 метара. Површина слива износи 2.250 km² Требишњица је део комплекса подземних и надземних река чије је крајње исходиште Јадранско море, односно река Омбла (позната и под именом Ријека Дубровачка) која се улива у море код Дубровника.
Слив Требишнице у Републици Српској
Обласни речни слив (дистрикт) реке Требишњице, на територији Републике Српске, има укупну
површину од 4.058 km² и налази се на самом југоистоку Босне и Херцеговине. Од тога површина, која припада сливу Требишњице износи 1.980 km², а сливу Неретве 2.078 km² Ово је део територије Републике Српске који припада медитеранском сливу, док остатак њене територије припада сливу Црног мора.
Највиша тачка подручја Обласног речног слива (дистрикта) реке Требишњице је врх Калелија на коти од 1.977 m.n.m. који се налази на планини Зеленгори, док је најнижа тачка у кањону реке Брегаве на
ентитетској граници код села До на надморској висини од 100 m.n.m.

## Гљиве у текућим водотоцима
Слив реке Требишњице, у подножју планинског масива Орјен, су значајнији водни токови у које сви заједно спадају, јер имају велики значај по укупни диверзитет гљива. У ове текуће водотокове пре свега спадају већи токови попут саме Требишњице (небетонирана и неканалисана обала обрасла у врбике пре Ластве), река Сушица као најзначајнији водени ток са највећим делом очуваном обалом у изворном стању те мањи токови као што су Јазине, Клобучки поток, извор Скочигрм али и мали број других значајно мањих сезонских или сталних токова или цедишта који се сливају низ обронке Орјена. 
На овом типу станишта доминанте су:
- ектомикоризне врсте гљива које у оквиру својих еколошких ниша остварују симбиотске заједнице са неким од партнера који преферирају хигрофилна станишта (најчешће разне врсте врба Salix spp.),
- различите врсте сапротрофа које регулишу кружење материје у природи и врше претварање органске материје у неорганску.

У оквиру инундацијских зона слива Требишњице поједине верналне врсте гљива почињу са фруктификацијом још у рано пролеће, односно након првог значајнијег загревања тла, а појава врста расте пропорционално са загревањем и порастом температуре тла и ваздуха. У оваквим условима и на описаним стаништима регистроване су врсте као што су: 
- Adelphella babingtonii — која nасељава и разлаже натопљене и делимично или у потпуности инундиране остатке бјелогорице.
- Peziza michelii —
- Peziza succosella — раније сматрана за хумусни сапротроф али новија молекуларна истраживања сврставају ову врсту у ектомикоризни симбионт.[1] Расте у групама, у листопадним и/или мешовитим шумама, шумским путевима, јаругама, поред потока, по ободу шума и углавном у сеновитим местима. Време раста: од пролећа до касне јесени.
- Scutellinia nigrohirtula,
- Scutellinia trechispora,
- Geopora arenicola,
- Trichophaea gregaria и др.

На оваквим типовима станишта откривен је низ ектомикоризних врста из рода Helvella.
- Део регистрованих врста у сливу Требишњице
- Peziza spec.
- Geopora arenicola
- Peziza succosella
- Scutellinia spec.

## Гљиве у стајаћим воденим стаништима
Значајна станишта, поред воооооодотокова, представљају и сталне или сезонске мање баре или локве попут оних на Ублима на чијим обалама с рипаријском, односно мочварном вегетацијом станиште
могу пронаћи одређене врсте реда Helotiales.
- Део гљива из реда Helotiales

## Гљиве у влажним обалним стаништима
У влажним обалним стаништима, односно оваквим скровитим местима могу се пронаћи и одређене бриофилне врсте које насељавају ова станишта односно паразитирају на маховинама које се могу пронаћи на овим местима.

## Проблеми
Главне претње набројаним водним телима, односно врстама гљива које живе на оваквим стаништима свакако могу представљати:
- изградње мини-хидроцентрала,
- преусмеравање речних корита,
- уништавање и модификације спонтаног карактера обала текућих водотокова,
- полутација водних токова или неконтролисано одлагање отпада (што је случај са извором Скочигрм код скретања за Оровац).

## Заштита
Од укупног броја регистрованих врста у сливу Требишњице на простору Парка природ Орјен за одређени степен заштите предложено је укупно 25 врсте (8 аскомицета и 17 базидиомицета) или 9,54% укупног броја регистрованих врста, према Уредби о заштићеним и строго заштићеним врстама Републике Српске. Од Према IUCN критеријима за заштиту од укупно 25 регистрованих врста, предложене су ове врсте по категоријама: 
- једна врста као критично угрожена (CR),
- седам врста као угрожено (EN – endangered),
- седам врста као рањиве и осјетљиве (VU – vulnerable)
- десет врста као готово угрожене (NT – near threatened).